# Gran Premio motociclistico della Repubblica Ceca 2007
Il Gran Premio motociclistico della Repubblica Ceca 2007, corso il 19 agosto, è stato il dodicesimo Gran Premio della stagione 2007 e ha visto vincere: Casey Stoner in MotoGP, Jorge Lorenzo nella classe 250 ed Héctor Faubel nella classe 125.

## MotoGP

### Qualifiche
| Pos | Pilota                     | Tempo    |
| --- | -------------------------- | -------- |
| 1.  | Casey Stoner (Ducati)      | 1:56.884 |
| 2.  | Nicky Hayden (Honda)       | 1:57.164 |
| 3.  | Daniel Pedrosa (Honda)     | 1:57.179 |
| 4.  | John Hopkins (Suzuki)      | 1:57.567 |
| 5.  | Randy de Puniet (Kawasaki) | 1:57.599 |
| 6.  | Valentino Rossi (Yamaha)   | 1:57.650 |
| 7.  | Loris Capirossi (Ducati)   | 1:57.675 |
| 8.  | Chris Vermeulen (Suzuki)   | 1:57.699 |
| 9.  | Colin Edwards (Yamaha)     | 1:57.702 |
| 10. | Sylvain Guintoli (Yamaha)  | 1:57.732 |
| 11. | Shin'ya Nakano (Honda)     | 1:57.969 |
| 12. | Carlos Checa (Honda)       | 1:58.143 |
| 13. | Alex Barros (Ducati)       | 1:58.204 |
| 14. | Toni Elías (Honda)         | 1:58.264 |
| 15. | Makoto Tamada (Yamaha)     | 1:58.399 |
| 16. | Anthony West (Kawasaki)    | 1:59.386 |
| 17. | Kurtis Roberts (KR212V)    | 1:59.446 |
| 18. | Iván Silva (Ducati)        | 1:59.721 |

### Gara

#### Arrivati al traguardo
| Pos | Nº | Pilota           | Squadra              | Motocicletta | Giri | Tempo     | Griglia | Punti |
| --- | -- | ---------------- | -------------------- | ------------ | ---- | --------- | ------- | ----- |
| 1   | 27 | Casey Stoner     | Ducati Marlboro      | Ducati       | 22   | 43:45.810 | 1       | 25    |
| 2   | 21 | John Hopkins     | Rizla Suzuki         | Suzuki       | 22   | +7.903    | 4       | 20    |
| 3   | 1  | Nicky Hayden     | Repsol Honda         | Honda        | 22   | +13.100   | 2       | 16    |
| 4   | 26 | Daniel Pedrosa   | Repsol Honda         | Honda        | 22   | +15.800   | 3       | 13    |
| 5   | 71 | Chris Vermeulen  | Rizla Suzuki         | Suzuki       | 22   | +17.303   | 8       | 11    |
| 6   | 65 | Loris Capirossi  | Ducati Marlboro      | Ducati       | 22   | +19.363   | 7       | 10    |
| 7   | 46 | Valentino Rossi  | Fiat Yamaha          | Yamaha       | 22   | +22.485   | 6       | 9     |
| 8   | 14 | Randy de Puniet  | Kawasaki Racing      | Kawasaki     | 22   | +23.073   | 5       | 8     |
| 9   | 4  | Alex Barros      | Pramac d'Antin       | Ducati       | 22   | +32.292   | 13      | 7     |
| 10  | 7  | Carlos Checa     | Honda LCR            | Honda        | 22   | +35.153   | 12      | 6     |
| 11  | 24 | Toni Elías       | Honda Gresini        | Honda        | 22   | +37.748   | 14      | 5     |
| 12  | 13 | Anthony West     | Kawasaki Racing      | Kawasaki     | 22   | +38.250   | 16      | 4     |
| 13  | 50 | Sylvain Guintoli | Dunlop Yamaha Tech 3 | Yamaha       | 22   | +43.694   | 10      | 3     |
| 14  | 56 | Shin'ya Nakano   | Konica Minolta Honda | Honda        | 22   | +57.069   | 11      | 2     |
| 15  | 80 | Kurtis Roberts   | Team Roberts         | KR212V       | 22   | +1:09.603 | 17      | 1     |
| 16  | 22 | Iván Silva       | Pramac d'Antin       | Ducati       | 22   | +1:21.410 | 18      |       |
| 17  | 6  | Makoto Tamada    | Dunlop Yamaha Tech 3 | Yamaha       | 22   | +1:25.804 | 15      |       |

#### Ritirato
| Nº | Pilota        | Squadra     | Motocicletta | Giri | Griglia |
| -- | ------------- | ----------- | ------------ | ---- | ------- |
| 5  | Colin Edwards | Fiat Yamaha | Yamaha       | 2    | 9       |

#### Non partito
| Nº | Pilota         | Squadra       | Motocicletta |
| -- | -------------- | ------------- | ------------ |
| 33 | Marco Melandri | Honda Gresini | Honda        |

## Classe 250

### Arrivati al traguardo
| Pos | Nº | Pilota              | Squadra                     | Motocicletta | Giri | Tempo     | Griglia | Punti |
| --- | -- | ------------------- | --------------------------- | ------------ | ---- | --------- | ------- | ----- |
| 1   | 1  | Jorge Lorenzo       | Fortuna Aprilia             | Aprilia      | 20   | 41:04.954 | 1       | 25    |
| 2   | 34 | Andrea Dovizioso    | Kopron Team Scot            | Honda        | 20   | +7.708    | 3       | 20    |
| 3   | 36 | Mika Kallio         | Red Bull KTM                | KTM          | 20   | +11.107   | 9       | 16    |
| 4   | 80 | Héctor Barberá      | Toth Aprilia                | Aprilia      | 20   | +13.422   | 5       | 13    |
| 5   | 19 | Álvaro Bautista     | Master - Mapfre Aspar       | Aprilia      | 20   | +13.944   | 2       | 11    |
| 6   | 4  | Hiroshi Aoyama      | Red Bull KTM                | KTM          | 20   | +13.989   | 10      | 10    |
| 7   | 12 | Thomas Lüthi        | Emmi - Caffe Latte Aprilia  | Aprilia      | 20   | +22.817   | 12      | 9     |
| 8   | 60 | Julián Simón        | Repsol Honda                | Honda        | 20   | +36.339   | 7       | 8     |
| 9   | 73 | Shūhei Aoyama       | Repsol Honda                | Honda        | 20   | +36.367   | 8       | 7     |
| 10  | 15 | Roberto Locatelli   | Metis Gilera                | Gilera       | 20   | +37.552   | 16      | 6     |
| 11  | 3  | Alex De Angelis     | Master - Mapfre Aspar       | Aprilia      | 20   | +1:02.616 | 4       | 5     |
| 12  | 32 | Fabrizio Lai        | Campetella Racing           | Aprilia      | 20   | +1:13.529 | 18      | 4     |
| 13  | 41 | Aleix Espargaró     | Blusens Aprilia             | Aprilia      | 20   | +1:14.063 | 22      | 3     |
| 14  | 17 | Karel Abraham       | Cardion AB Motoracing       | Aprilia      | 20   | +1:14.575 | 21      | 2     |
| 15  | 7  | Efrén Vázquez       | Blusens Aprilia Germany     | Aprilia      | 20   | +1:14.643 | 20      | 1     |
| 16  | 8  | Ratthapark Wilairot | Thai Honda PTT-SAG          | Honda        | 20   | +1:15.165 | 19      |       |
| 17  | 28 | Dirk Heidolf        | Kiefer - Bos - Sotin Racing | Aprilia      | 20   | +1:15.474 | 17      |       |
| 18  | 16 | Jules Cluzel        | Angaia Racing               | Aprilia      | 20   | +1:40.064 | 22      |       |
| 19  | 10 | Imre Tóth           | Toth Aprilia                | Aprilia      | 20   | +1:53.798 | 24      |       |
| 20  | 45 | Dan Linfoot         | Team Sicilia                | Aprilia      | 20   | +1:57.103 | 26      |       |

### Ritirati
| Nº | Pilota           | Squadra                     | Motocicletta | Giri | Griglia |
| -- | ---------------- | --------------------------- | ------------ | ---- | ------- |
| 25 | Alex Baldolini   | Kiefer - Bos - Sotin Racing | Aprilia      | 18   | 23      |
| 50 | Eugene Laverty   | Honda LCR                   | Honda        | 11   | 25      |
| 6  | Alex Debón       | Aprilia Racing              | Aprilia      | 10   | 2       |
| 55 | Yūki Takahashi   | Kopron Team Scot            | Honda        | 3    | 6       |
| 58 | Marco Simoncelli | Metis Gilera                | Gilera       | 2    | 14      |

### Non partito
| Nº | Pilota         | Squadra           | Motocicletta | Griglia |
| -- | -------------- | ----------------- | ------------ | ------- |
| 44 | Tarō Sekiguchi | Campetella Racing | Aprilia      | 15      |

### Non qualificati
| Nº | Pilota      | Squadra                | Motocicletta |
| -- | ----------- | ---------------------- | ------------ |
| 89 | Ho Wan Chow | Zongshen Team Of China | Aprilia      |
| 87 | Jiri Mayer  | Klub Racing Team Mayer | Honda        |
| 88 | Zhu Wang    | Zongshen Team Of China | Aprilia      |

## Classe 125

### Arrivati al traguardo
| Pos | Nº | Pilota             | Squadra                    | Motocicletta | Giri | Tempo     | Griglia | Punti |
| --- | -- | ------------------ | -------------------------- | ------------ | ---- | --------- | ------- | ----- |
| 1   | 55 | Héctor Faubel      | Bancaja Aspar              | Aprilia      | 19   | 40:57.408 | 2       | 25    |
| 2   | 75 | Mattia Pasini      | Polaris World              | Aprilia      | 19   | +0.070    | 3       | 20    |
| 3   | 52 | Lukáš Pešek        | Valsir Seedorf Derbi       | Derbi        | 19   | +0.222    | 5       | 16    |
| 4   | 14 | Gábor Talmácsi     | Bancaja Aspar              | Aprilia      | 19   | +0.272    | 1       | 13    |
| 5   | 71 | Tomoyoshi Koyama   | Red Bull KTM               | KTM          | 19   | +7.607    | 4       | 11    |
| 6   | 44 | Pol Espargaró      | Belson Campetella Aprilia  | Aprilia      | 19   | +12.066   | 10      | 10    |
| 7   | 24 | Simone Corsi       | Skilled Racing             | Aprilia      | 19   | +12.394   | 14      | 9     |
| 8   | 60 | Michael Ranseder   | Ajo Motorsport             | Derbi        | 19   | +13.003   | 11      | 8     |
| 9   | 34 | Randy Krummenacher | Red Bull KTM               | KTM          | 19   | +19.764   | 6       | 7     |
| 10  | 11 | Sandro Cortese     | Emmi - Caffe Latte Aprilia | Aprilia      | 19   | +24.043   | 8       | 6     |
| 11  | 12 | Esteve Rabat       | Repsol Honda               | Honda        | 19   | +33.634   | 18      | 5     |
| 12  | 6  | Joan Olivé         | Polaris World              | Aprilia      | 19   | +33.725   | 16      | 4     |
| 13  | 38 | Bradley Smith      | Repsol Honda               | Honda        | 19   | +33.863   | 13      | 3     |
| 14  | 7  | Alexis Masbou      | FFM Honda GP 125           | Honda        | 19   | +34.263   | 15      | 2     |
| 15  | 27 | Stefano Bianco     | WTR No Alcol               | Aprilia      | 19   | +39.034   | 24      | 1     |
| 16  | 51 | Stevie Bonsey      | Red Bull KTM               | KTM          | 19   | +43.841   | 27      |       |
| 17  | 8  | Lorenzo Zanetti    | Team Sicilia               | Aprilia      | 19   | +44.121   | 20      |       |
| 18  | 35 | Raffaele De Rosa   | Multimedia Racing          | Aprilia      | 19   | +44.413   | 22      |       |
| 19  | 15 | Federico Sandi     | Skilled Racing             | Aprilia      | 19   | +44.468   | 21      |       |
| 20  | 63 | Mike Di Meglio     | Kopron Team Scot           | Honda        | 19   | +44.666   | 19      |       |
| 21  | 20 | Roberto Tamburini  | Team Sicilia               | Aprilia      | 19   | +52.028   | 14      |       |
| 22  | 18 | Nicolás Terol      | Valsir Seedorf Derbi       | Derbi        | 19   | +57.920   | 25      |       |
| 23  | 86 | Ricard Cardús      | Racc Aprilia               | Aprilia      | 19   | +58.099   | 30      |       |
| 24  | 37 | Joey Litjens       | De Graaf Grand Prix        | Honda        | 19   | +58.538   | 28      |       |
| 25  | 94 | Toni Wirsing       | Honda Schumann Reisen      | Honda        | 19   | +1:10.607 | 31      |       |
| 26  | 13 | Dino Lombardi      | Kopron Team Scot           | Honda        | 19   | +1:12.782 | 34      |       |
| 27  | 56 | Hugo van den Berg  | Blusens Aprilia            | Aprilia      | 19   | +1:16.595 | 26      |       |
| 28  | 99 | Daniel Webb        | De Graaf Grand Prix        | Honda        | 19   | +1:23.792 | 32      |       |
| 29  | 77 | Dominique Aegerter | Multimedia Racing          | Aprilia      | 19   | +1:23.879 | 29      |       |
| 30  | 53 | Simone Grotzkyj    | Multimedia Racing          | Aprilia      | 19   | +1:29.979 | 33      |       |
| 31  | 92 | Karel Pešek        | Intermoto Czech            | Aprilia      | 18   | +1 giro   | 37      |       |

### Ritirati
| Nº | Pilota         | Squadra         | Motocicletta | Giri | Griglia |
| -- | -------------- | --------------- | ------------ | ---- | ------- |
| 33 | Sergio Gadea   | Bancaja Aspar   | Aprilia      | 16   | 7       |
| 29 | Andrea Iannone | WTR No Alcol    | Aprilia      | 15   | 17      |
| 22 | Pablo Nieto    | Blusens Aprilia | Aprilia      | 11   | 9       |
| 95 | Robert Mureșan | Ajo Motorsport  | Derbi        | 8    | 23      |
| 93 | Michal Prášek  | Rohac & Fetja   | Honda        | 7    | 35      |
| 91 | Karel Majek    | FGR 07          | FGR          | 6    | 36      |